# VN Senior Coördinator Humanitaire Hulp en Wederopbouw in Gaza

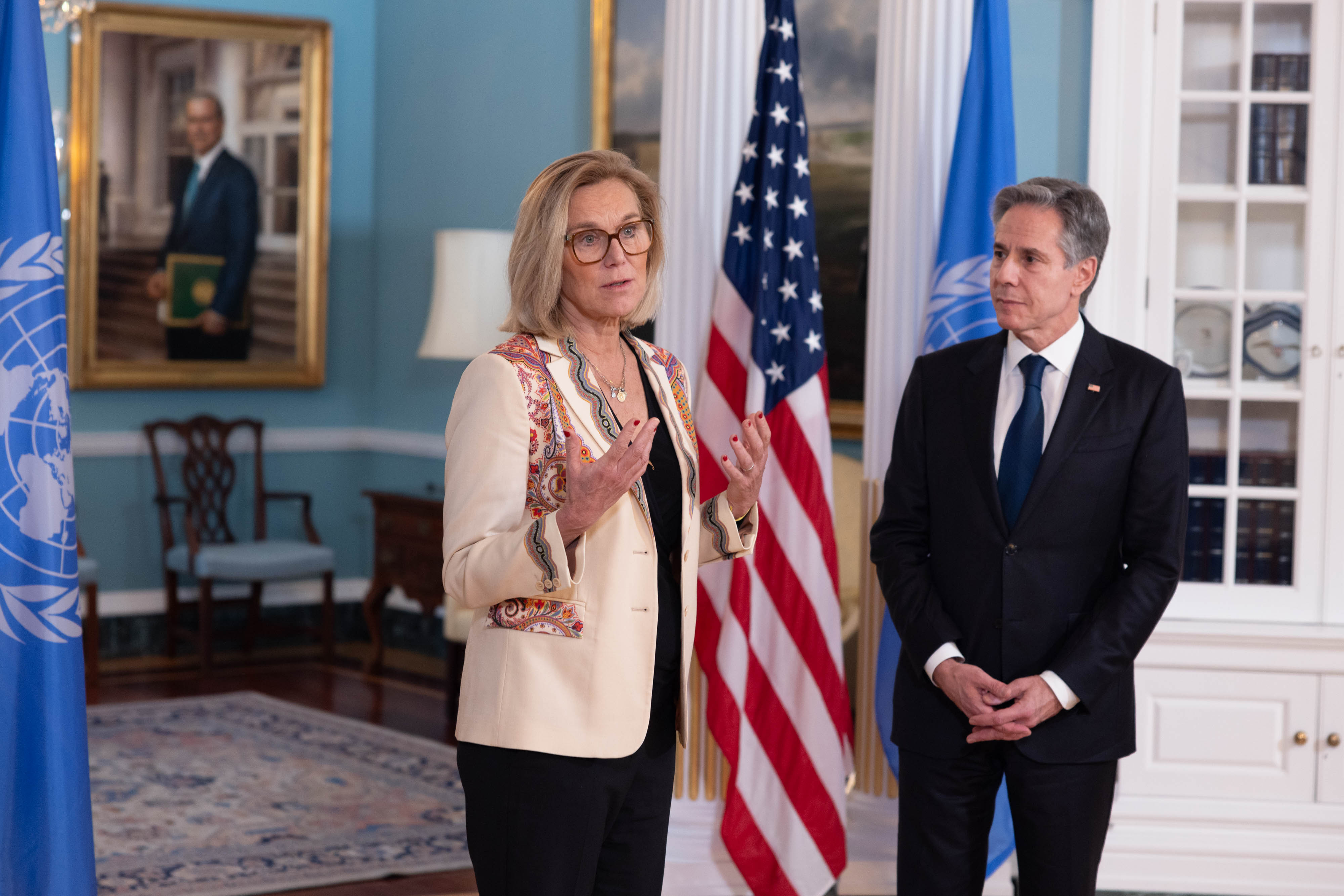
Kaag in januari 2024 met Antony Blinken, de Amerikaanse minister van Buitenlandse Zaken

De VN Senior Coördinator Humanitaire Hulp en Wederopbouw in Gaza (Engels: UN Senior Humanitarian and Reconstruction Coordinator for Gaza) is een hoge functionaris van de Verenigde Naties. Sigrid Kaag was de eerste coördinator, ze was vooral verantwoordelijk voor het coördineren van humanitaire hulp voor Gaza.

## Benoeming
Als gevolg van de Gazaoorlog was er in Gaza een ernstige humanitaire situatie ontstaan, volgens de Veiligheidsraad van de VN.  Op 15 november 2023 werd Resolutie 2712 aangenomen, waarin werd opgeroepen tot humanitaire pauzes en volledige, snelle en ongehinderde toegang tot Gaza voor humanitaire organisaties.
De Veiligheidsraad nam op 22 december 2023 Resolutie 2720 aan, waarin de Secretaris-generaal van de Verenigde Naties werd verzocht een Senior Coördinator voor Humanitaire Hulp en Wederopbouw in Gaza aan te stellen met de taak om de levering van noodhulp te coördineren en een "VN-mechanisme voor het versnellen van de levering" op te zetten. In de resolutie werd ook de volledige uitvoering van Resolutie 2712 geëist.
VN-Secretaris-generaal António Guterres benoemde op 26 december 2023 Sigrid Kaag als coördinator op de nieuwe post. Dezelfde dag verzocht Kaag de Koning haar per 8 januari 2024 ontslag te verlenen als minister van Financiën en vice-minister-president van Nederland. Vanaf dan zou ze met haar werkzaamheden als coördinator beginnen.
Enkele uren vóór haar benoeming, verklaarde Israël dat voortaan niet meer standaard visa zouden worden afgegeven voor vertegenwoordigers van de VN. De maatregel werd genomen omdat de VN "medeplichtige partners waren in de tactieken van Hamas”, zei de destijdse Israëlische minister van Buitenlandse Zaken Eli Cohen.

## Vestigingslocatie
Vanaf half januari 2024 zou Kaag vanuit de Jordaanse hoofdstad Amman gaan opereren, met het streven om haar kantoor later naar Egypte te verplaatsen en uiteindelijk naar Gaza. In april 2024 zei Kaag dat haar kantoor in Gaza binnen enkele weken operationeel zou zijn. Vanuit Gaza zou dan het "VN-mechanisme" voor de levering van noodhulp vanuit Egypte gecoördineerd gaan worden. Later zei ze vanaf half juli naar Gaza te gaan verhuizen.